# Men så kom Polly
Men så kom Polly (originaltitel Along Came Polly) er en amerikansk romantisk komediefilm fra 2004, instrueret af John Hamburg med Ben Stiller og Jennifer Aniston i hovedrollerne.
Filmen handler og Reuben (Stiller), som lige er blevet forladt af sin kone til fordel for en nøgen scubadykker. Han møder sin gamle klassekammerat Polly (Aniston) hjemme i New York, og trods deres forskellighed bliver Reuben forelsket i hende. Alt går godt indtil hans kone dukker op, da hun er blevet forladt af scubadykkeren.

## Rolleliste (udvalgt)
- Ben Stiller – Reuben Feffer
- Jennifer Aniston – Polly Prince
- Alec Baldwin – Stan Indursky, Reubens chef
- Debra Messing – Lisa Kramer, Reubens hustru
- Philip Seymour Hoffman – Sandy Lyle, Reubens ven
- Hank Azaria – Dykkerinstruktøren Claude
- Missi Pyle – Roxanne, Pollys bedste ven
- Masi Oka – Wonsuk